# Мікаель Ґіґу
Мікаель Ґіґу  (фр. Michaël Guigou, 28 січня 1982) — французький гандболіст, олімпійський чемпіон.

## Виступи на Олімпіадах
| Олімпіада   | Дисципліна | Місце |
| ----------- | ---------- | ----- |
| Афіни 2004  | гандбол    | 5     |
| Пекін 2008  | гандбол    | 1     |
| Лондон 2012 | гандбол    | 1     |